# Klausmühlebach
Der Klausmühlebach (auch kurz: Klausbach) ist ein etwas über 21⁄2 Kilometer langer Bach im Vorarlberger Bezirk Bregenz, der in der Gemeinde Lochau verläuft.

## Name
Der Name des Baches stammt von der ehemals über Jahrhunderte hier befindlichen und 1978 abgebrochenen Klausmühle. Die Klausmühle wiederum hat ihren Namen von der nahe gelegenen geographischen Engstelle (Klause), bei der sich mehrere militärische Sperrwerke befanden, um Vorarlberg vor den Einfällen von Truppen aus dem schwäbischen, bayrischen und württembergischen Raum zu schützen.

## Geographie

### Verlauf
Der Klausmühlebach entspringt auf einer Höhe von 989 m ü. A. am Pfänder unterhalb der Parzelle Ober-Flühlenauf. Die Quelle ist nur etwa 450 m nördlich des Gipfels vom Pfänder.
Der Bach fließt zunächst von Osten nach Westen und in der oberen Hälfte zieht der Bach dann einen großen Bogen nach Norden.
Er mündet schließlich im Lochauer Gemeindeteil Tannenbach auf einer Höhe von 395 m ü. A. direkt in den Bodensee.
Sein etwa 2,62 km langer Lauf endet ungefähr 594 Höhenmeter unterhalb seiner Quelle, er hat somit ein mittleres Sohlgefälle von 23 %.

### Zuflüsse
Der Klausmühlebach hat mehrere Zuflüsse. Bei Gewässerkilometer (GwKm) 1,81 und 1,558 je ein namenloser Bach von links. Bei GwKm 1,31 der Lohornbach und der Obere Riesgraben von rechts. Bei GwKm 0,935 mündet der Untere Riesgraben von rechts und bei GwKm 0,785 der Altreutegraben von rechts ein. Ab GwKm 0,34 ist der Bach bis zur Mündung in den Bodensee stark reguliert und naturfern in Beton-/Bruchsteinmauern eingezwängt.
Bei GwKm 1,258 (Weströhre) bzw. 1,451 (Oströhre) unterquert die Rheintal/Walgau Autobahn A14 im Pfändertunnel den Klausmühlebach.

## Geschichte und wirtschaftliche Nutzung
In einer Urkunde vom 20. Juli 1463 entschied der Vogt beider Teile der Herrschaft Bregenz über Mühlen und Wasserrechte am Klausmühlebach. Die Wasserkraft des Bachs war somit bereits im Mittelalter durch mehrere Nutzer intensiv in Verwendung.

## Trivia
Etwa 31 Meter nördlich vom Klausmühlebach liegt die Kapelle St. Magdalena. Direkt am Klausmühlebach, wenige Meter vor der Einmündung in den Bodensee, liegt die Neue Schanze.